# Gemischte Gefühle
Gemischte Gefühle ist das vierte Studioalbum des deutschen Rockmusikers Herbert Grönemeyer. Das 1983 in Zusammenarbeit mit Edo Zanki entstandene Werk war kommerziell so erfolglos, dass die Intercord Ton GmbH Grönemeyer nach dieser Arbeit den Vertrag kündigte.

## Hintergrund
Ungewöhnlich für ein sich musikalisch am Mainstream orientierendes deutsches Rockmusikalbum war zum Zeitpunkt seines Erscheinens die Themenwahl Grönemeyers. Seine eingängigen Popsongs thematisierten Behinderung, Suizid, türkische Gastarbeiter und weitere gesellschaftspolitische Themen, die in Deutschland zuvor eher von Liedermachern oder Punkbands bearbeitet worden waren.
Dabei muss Gemischte Gefühle als ein erster Achtungserfolg des Künstlers gewertet werden: Nach drei Alben, die sich nicht in den deutschen Albumcharts platzieren konnten, erlangte Grönemeyer mit dieser Platte immerhin Platz 43. Zwei Singleauskopplungen, das später zum Diskoklassiker avancierende Musik nur wenn sie laut ist und Kaufen, konnten sich allerdings nicht in deutschsprachigen Hitparaden platzieren.
Alle Titel außer Ich hab Dich bloss geliebt und Hallo, was macht'n Ihr wurden komplett von Herbert Grönemeyer geschrieben. Ich hab Dich bloss geliebt stammt aus der Feder, Musik und Text, von Stephan Sulke. Hallo, was macht'n Ihr entstand aus der Zusammenarbeit mit dem Berliner Komponisten, Gitarristen und Mitglied der Band Bleibtreu Revue, Werner Bohl. Das Album, das zunächst auf LP und MC erschien, wurde im Zuge weiterer größerer Erfolge des Künstlers mehrmals wiederveröffentlicht, auch als CD und innerhalb der CD-Box Die Ersten Vier. Auf dem Album Grönemeyer – So gut (1979 - 1983), einer „Best-of“-Kompilation der frühen Jahre des Künstlers, hielt die Plattenfirma Anfang der 1990er Jahre neben Musik nur, wenn sie laut ist nur noch die Stücke Moccaaugen, Diamant und Onur einer Wiederveröffentlichung wert. Die Single Kaufen befindet sich nicht auf dieser Zusammenstellung. Auf der 2008 erschienenen Doppel-CD Was muss muss fanden wiederum die beiden Singles Musik nur wenn sie laut ist und Kaufen Verwendung.

## Titelliste
1. Musik nur wenn sie laut ist – 3:29
2. Kaufen – 4:39
3. Komm zurück – 5:03
4. Kadett – 3:15
5. Moccaaugen – 3:18
6. Etwas Warmes – 3:33
7. Ich hab Dich bloss geliebt – 3:50
8. Onur – 3:55
9. Diamant – 3:49
10. Hallo, was macht'n Ihr – 3:22

## Bekannte Lieder

### Singles

#### Musik nur, wenn sie laut ist
Das Stück handelt von einem tauben Mädchen, das laute Musik nur durch Vibrationen wahrnimmt und dies unwahrscheinlich liebt. Das Lied erschien als Single, schaffte es aber nicht in die Charts. Später wurde es ein Erfolg in deutschen Diskotheken, erschien Jahre nach seiner Veröffentlichung auf einer Ausgabe der Samplerreihe Fetenhits und wurde häufiger im Radio gespielt.

#### Kaufen
Kaufen ist ein konsumkritisches Lied. Es handelt vom Kaufvorgang, der als „wunderschön“ beschrieben wird und dem Wunsch, „immer kaufen gehn“ zu können. Was gekauft wird, wird dabei bedeutungslos und auch im Lied nicht erwähnt. Später war der Song häufig als Untermalung von Fernseh- und Radiodokumentationen zum Thema Kaufsucht zu hören. Kaufen war die zweite Singleauskopplung aus Gemischte Gefühle und wie die erste relativ erfolglos.

#### Auf späteren Alben wiederveröffentlichte Stücke
Neben Musik nur wenn sie laut ist wurden noch drei Stücke des Albums auf der späteren „Best-of“ -Kompilation So gut wiederveröffentlicht.

#### Moccaaugen
Moccaaugen ist ein derbes, finales Liebeslied, in dem das lyrische Ich nur durch Suizid den „Pornokünsten“ und dem „nächsten Fick“ mit seiner einstmals Angebeteten zu entkommen weiß:
Du kommst herein und siehst mich pendeln
mit einem Strick um meinen Hals
jetzt ist es aus mit süßem Tändeln
ich liebe dich und all den Schmalz

#### Ich hab Dich bloss geliebt
Dieses Lied stammt aus der Feder (Musik und Text) von Stephan Sulke und wurde das erste Mal auf seinem Studio-Album Stephan Sulke 4 im Jahr 1979 veröffentlicht. Grönemeyer und Sulke waren seinerzeit beim selben Stuttgarter Musiklabel Intercord unter Vertrag. Die Grönemeyer-Version unterscheidet sich musikalisch und gesanglich wesentlich vom Sulke-Original.

#### Onur
Onur thematisiert sozialkritisch die Situation eines ehemaligen türkischen „Gastarbeiters“ in einer zunehmend ausländerfeindlichen Bundesrepublik Deutschland:
hat jahrelang mit uns gelebt
hat für uns wiederaufgebaut
ihm gehört ein großes Stück
von unserm Heimatglück
heißt es in Grönemeyers Zeilen und
erst war er auserkoren, was haben wir ihn umworben
jetzt ist er schuld, daß es uns nicht noch besser geht

#### Diamant
Dieses Stück ist ein weiteres drastisches Liebeslied des Albums, in der das lyrische Ich jedoch größere Erfüllung findet als in Moccaaugen („in dir kann ich mich verlieren, explodieren, kapitulieren“).